# Mark Rothko. Rêver de ne pas être
Mark Rothko. Rêver de ne pas être est un essai littéraire de Stéphane Lambert paru en 2011 aux éditions Les Impressions nouvelles et réédité en format de poche en 2014 aux éditions Arléa.

## Résumé
Le livre, composé d’« un double mouvement », explore dans une première partie la vie du peintre américain Mark Rothko, né Marcus Rothkowitz en 1903 à Dvinsk dans l’Empire Russe (aujourd’hui Daugavpils en Lettonie). Interpellé par l’effacement des origines de l’artiste qui s’est suicidé en 1970 dans son atelier à New York, l’auteur « décide de parcourir le chemin gommé » pour nourrir de sa propre expérience l’approche de la peinture abstraite de Mark Rothko. La seconde partie du livre se confronte à deux cycles majeurs de l’artiste. L’auteur relate d’abord l’aventure de la commande avortée des Seagram Painting pour le restaurant newyorkais Four seasons, qui anticipe la réalisation de la chapelle Rothko à Houston, où l’auteur se rend et s’attache à pénétrer l’énigme de ces « célèbres écrans de couleur ».

## Commentaire
- Basé sur des éléments biographiques authentiques, le livre est « une méditation nourrie de sensibilité poétique […], une promenade en peinture inspirée par un autre grand poète chromatique. »[2]
- L’auteur associe l’effacement des origines de l’artiste à l’abstraction de sa peinture, où se seraient amalgamés tous les lieux pour exprimer « le lot tragique de la condition humaine »[1]. Le « déracinement est pour Stéphane Lambert le terreau où a puisé la profondeur »[3] de l’œuvre de Rothko.
- Soulignant le caractère mystique de Rothko, l’auteur insiste sur sa volonté de faire percevoir l’invisible à travers le visible et sur l’influence qu’ont eue sur sa création les temples grecs, la Villa des mystères à Pompéi, les fresques de Fra Angelico au couvent San Marco à Florence ou encore « les ciels de Turner »[3].
- Le suicide d’un artiste ajoute-t-il « un sens nouveau » à son œuvre ? ou en marque-t-il simplement le terme ? Dans son essai, Stéphane Lambert interroge le rapport de cet « acte extrême » avec celui de créer[4].